# أنواع افتراضية

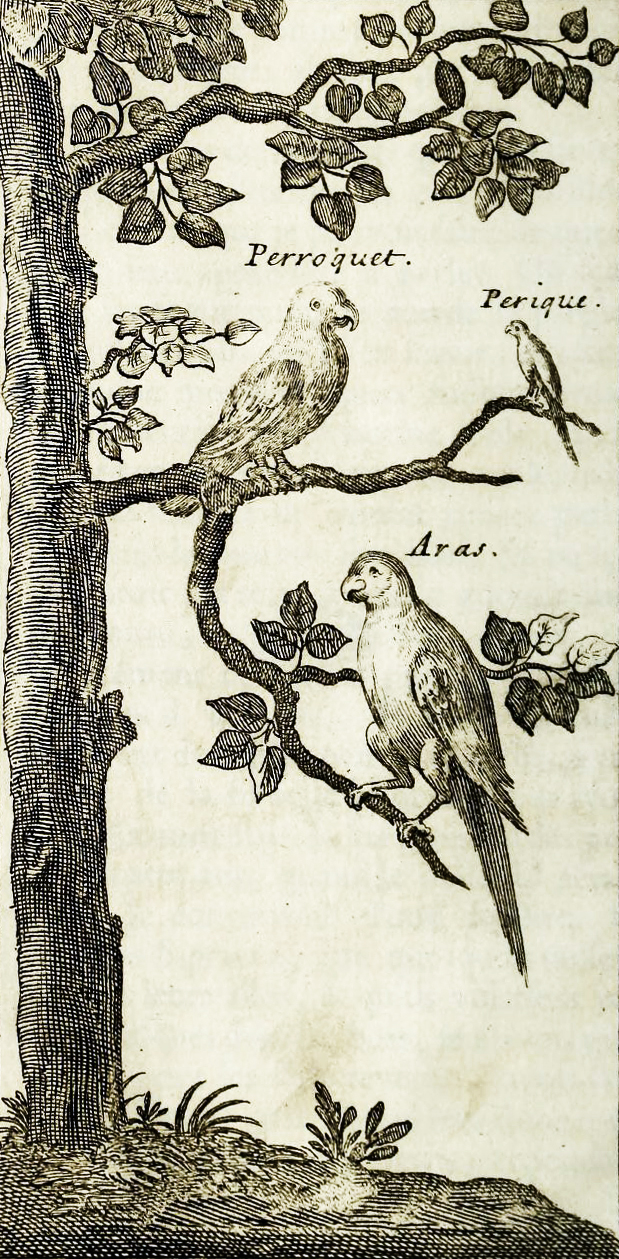
رسم من جين بابتستي لابات في 1722 عن ثلاثة ببغاوات في غوادالوب. ليست هناك بقايا لهذه الببغاوات والتصنيف الحيواني الدقيق مستحيل.

تم افتراض العديد من الأنواع المنقرضة، لكن يرجع هذا إلي غياب الأدلة ولهذا لا يمكن اعتبارهم إلا فصائل افتراضية منقرضة. لقد تسببوا في حيرة، لأنه من المحتمل أنهم كانوا أنواع منفصلة، نويعيات، أو أنوع مستقدمة.

## ببغاوات
تم وصف العديد من أعداد أنواع الببغاوات في الأساس في كتابات غير علمية لرحالة قدماء إلي الكاريبي وجزر ماسكارين، وبعد ذلك وصفت علميًا من عدة علماء تاريخ طبيعي في القرن ال20، بأدلة لا تزيد عن الملاحظات السابقة ومن دون عينات، فقط كي يربطوا أسمائهم بالأنواع المنقرضة التي كانوا يفرضونها.

## قائمة الأنواع الإفتراضية
- باتس بوليماثس أنتيكووس (من المحتمل أنها نتيجة سوء في التحديد)
- مكاو أخضر أصفر
- جيوفرويس أوريس
- ببغاء غوادالوبي
- مكاو جامايكي أحمر
- النسر المرسوم
- مكاو جزر أنتيل الأدني
- لوري القفا البنفسجي
- ببغاء مارتينيك
- مكاو مارتينيك
- نيكروبسيتاكس
- مكاو الرأس الأحمر
- أبو منجل ريونيون
- ريونيون سوامفين